# Peter Harsch
Peter Harsch (* 2. Juli 1874 in Münsterbusch; † 14. Januar 1945 in Jena) war ein deutscher Politiker (Zentrum) und Kaufmann.

## Leben
Nach dem Besuch der Volksschule war Harsch von 1888 bis 1904 als Arbeiter in der Hüttenindustrie beschäftigt. Im Anschluss fungierte er in Herzogenrath als Bezirksleiter des Gewerkvereins christlicher Bergarbeiter im Wurmrevier.
Harsch trat 1899 in die Zentrumspartei ein und war später stellvertretender Vorsitzender der Zentrumspartei Aachen-Land. Er betätigte sich als sozialpolitischer Mitarbeiter beim Presseorgan des Zentrums und schrieb Beiträge für die Gewerkschaftspresse. Von 1908 bis 1924 war er Stadtverordneter in Herzogenrath. Weiterhin war er Mitglied des Kreistages des Landkreises Aachen und dort Vorsitzender der Zentrumsfraktion. Von 1919 bis 1921 war er Mitglied der Verfassunggebenden Preußischen Landesversammlung. Im Februar 1921 wurde er als Abgeordneter in den Preußischen Landtag gewählt, dem er bis zur Auflösung der Körperschaft am 14. Oktober 1933 angehörte. Im Parlament vertrat er den Wahlkreis 20 (Köln-Aachen).
Während der Zeit des Nationalsozialismus musste Harsch seine Gewerkschaftsarbeit aufgeben und ging sodann einer kaufmännischen Tätigkeit nach. 1944 wurde er im Zuge der „Aktion Gewitter“ festgenommen. Vermutlich starb er am 14. Januar 1945 in seiner Wohnung in Jena-Ziegenhain und nicht in der Haft.
Peter Harsch war seit 1901 mit Anna Maria Kronibus († 1924) verheiratet. Aus der Verbindung gingen neun Kinder hervor. Später heiratete er Klara Klimek.
Die katholische Kirche hat Peter Harsch im Jahr 2015 als Glaubenszeugen in das deutsche Martyrologium des 20. Jahrhunderts aufgenommen.